# Welcome to Our Neighborhood
Welcome to Our Neighborhood è il primo album video del gruppo musicale statunitense Slipknot, pubblicato nel 1999 dalla Roadrunner Records.

## Descrizione
Uscito originariamente in VHS, contiene un documentario di oltre 20 minuti composto da vari filmati relativi ai primi concerti del gruppo e da alcune interviste tenute ai singoli componenti degli Slipknot. Esso contiene inoltre i video dal vivo di Surfacing e del primo singolo Wait and Bleed, oltre al video di Spit It Out, ai tempi censurato da MTV.
Nel 2003 Welcome to Our Neighborhood è stato ripubblicato in formato DVD con l'aggiunta del video del brano Scissors.

## Tracce
1. Surfacing (Live)
2. Wait and Bleed (Live)
3. Spit It Out

## Formazione
- (#0) Sid Wilson – giradischi
- (#1) Joey Jordison – batteria
- (#2) Paul Gray – basso
- (#3) Chris Fehn – percussioni
- (#4) Jim Root – chitarra
- (#5) Craig Jones – campionatore
- (#6) Shawn Crahan – percussioni
- (#7) Mick Thomson – chitarra
- (#8) Corey Taylor – voce